# MuurClassic Geraardsbergen
De MuurClassic Geraardsbergen is een Belgische eendagswielerwedstrijd die jaarlijks wordt georganiseerd in en rond Geraardsbergen, Oost-Vlaanderen. De wedstrijd vindt plaats sinds 2023 en is onderdeel van de UCI Europe Tour met een wedstrijd classificatie van 1.2. in 2023 en 1.1. sinds 2024. In 2025 zal de wedstrijd deel uitmaken van de Lotto Belgium Cup.
Voordien stond deze wedstrijd bekend onder de naam Stadsprijs Geraardsbergen, die de oudste kermiskoers van België was. De laatste editie van de Stadsprijs in 2022 gekleurd door de zege van de Nederlander Mathieu Van der Poel.

## Lijst van winnaars

### Overwinningen per land
| Overwinningen | Land           |
| ------------- | -------------- |
| 1             | België, Italië |

2023 · 2024